# Katie McCabe
Katie McCabe (ur. 21 września 1995 w Dublinie) – irlandzka piłkarka występująca na pozycji napastniczki w angielskim klubie Arsenal oraz w reprezentacji Irlandii. Wychowanka St Francis, w trakcie swojej kariery grała także w takich zespołach, jak Raheny United, Shelbourne oraz Glasgow City.